# ILunascape
iLunascape（アイルナスケープ）は、iOS・Android向けウェブブラウザである。Windows向けのLunascapeをベースとしている。

## 概要
iPad向けに新たなウェブ閲覧の可能性を指向して開発されたブラウザアプリである。遅れてiPhone・Android用も開発された。iOS版はApple特有の他社アプリに対する制限から、Windows版同等の機能が搭載できない課題もある。
2019年12月にLunascape株式会社はG.U.Labs株式会社に買収され、現在はG.U.Labsが開発している。

## 主な機能

### iLunascape
- タブ表示 - 最大6つまで表示可能。
- 非表示なタブの動作
- なぞりタブ切り替え
- 前回起動時のタブの記憶 - 次回起動時にタブを復元。
- ソフトウェアの回転ロック機能
- ブックマークの階層保存

### iLunascape Lite for iPhone
iPadの一部機能に加えて以下の機能を新しく追加。
- オンラインブックマーク機能 - Mozilla Labs開発のFirefox Syncを利用してPCとiPhoneのブックマーク情報を共有する機能。
- タブバー・アドレスバー・タイトルバーの表示・非表示の切り替え - 小画面のiPhoneでWebページの表示領域を大きくする機能。
- デスクトップスタイルタブ
- 検索結果の新規タブでの表示
- 新しいタブでのリンク先表示
- タブの復元
- 高速スクロール
- Cookieの消去、キャッシュの消去
- 画面キャプチャ
- ホーム画面の変更

## 更新履歴

### iLunascape for iPad
- 2010年7月29日 - iLunascape 1.0.0(iLunascape 1.0.2) リリース
- 2010年9月3日 - iLunascape 1.1.0 リリース
- 2010年9月24日 - iLunascape 1.2.1 リリース
- 2010年10月19日 - iLunascape 1.2.2 リリース
- 2010年12月15日 - iLunascape 1.3.0 リリース
- 2011年1月26日 - iLunascape 1.4.0リリース
- 2011年2月25日 - iLunascape 1.5.0 リリース

### iLunascape Lite for iPhone
- 2010年11月18日 - iLunascape Lite for iPhone 1.0.0 リリース
- 2010年11月23日 - iLunascape Lite for iPhone 1.0.1 リリース
- 2010年12月22日 - iLunascape Lite for iPhone 1.1.0
- 2011年1月11日 - iLunascape Lite for iPhone 1.1.1
- 2011年1月21日 - iLunascape Lite for iPhone 1.1.2
- 2011年2月9日 - iLunascape Lite for iPhone 1.2.0
- 2011年3月11日 - iLunascape Lite for iPhone 1.3.0
- 2011年4月21日 - iLunascape Lite for iPhone 2.0.0
- 2011年5月6日 - iLunascape Lite for iPhone 2.0.1
- 2011年6月2日 - iLunascape Lite for iPhone 2.1.1
- 2011年6月30日 - iLunascape Lite for iPhone 3.0.0

### iOS 用 iLunascape
バージョン3.0.0よりiPad・iPhoneに両対応するユニバーサルアプリとなった。
- 2011年6月30日 - iLunascape 3.0.0 リリース[1]
- 2011年7月29日 - iLunascape 3.1.0[2]
- 2011年8月10日 - iLunascape 3.1.1[3]
- 2011年11月1日 - iLunascape 3.2.2[4]
- 2011年11月7日 - iLunascape 3.2.3[5]
- 2012年1月27日 - iLunascape 3.3.0[6]
- 2012年5月7日 - iLunascape 3.4.0[7]

### iLunascape for Android
- 2011年12月16日 - iLunascape for Android β版リリース[8]
- 2012年2月20日 - iLunascape for Android 製品評価版(RC) 1.0.1.0 リリース[9]
- 2012年2月29日 - iLunascape for Android RC2 1.0.2.0 リリース[10]
- 2012年3月22日 - iLunascape for Android RC3 1.0.3.0 リリース[11]
- 2012年4月27日 - iLunascape for Android RC4 1.0.4.0 リリース[12]
- 2012年5月18日 - iLunascape for Android RC5 1.0.5.0 リリース[13]
- 2012年5月30日 - iLunascape for Android 正式版(1.1.0.0)リリース[14]
- 2020年8月12日 - iLunascape for Android 11.1.15リリース